# Dipseudopsis schmidi
Dipseudopsis schmidi är en nattsländeart som beskrevs av Weaver och Malicky 1994. Dipseudopsis schmidi ingår i släktet Dipseudopsis och familjen Dipseudopsidae. Inga underarter finns listade i Catalogue of Life.